# جويل أبوت
جويل أبوت (بالإنجليزية: Joel Abbot) هو سياسي أمريكي، ولد في 17 مارس 1776 في الولايات المتحدة، وتوفي في 19 نوفمبر 1826 في نفس البلد. انتخب عضو مجلس نواب جورجيا وانتخب عضو مجلس النواب الأمريكي.